# Mateusz Piskorzewski
Mateusz Dziwisz Piskorzewski (ur. 1544, zm. 1603) – poeta i mówca renesansu, kanonik wileński, sekretarz Stefana Batorego.

## Życiorys
Domownik Jana Zamoyskiego, towarzysz jego wypraw i przyjaciel. Polecony królowi Zygmuntowi Augustowi, był sekretarzem królewskim. Przez pewien czas przebywał za granicą, mistrz obojga praw w Akademii Ołomunieckiej. Przyjaźnił się z Janem Łasickim arianinem i Janem Krasińskim. Pod koniec życia usunął się z życia publicznego. Był jednym ze znakomitych poetów i mówców swego czasu. Zachowała się jego mowy pogrzebowe, na pogrzeb króla Zygmunta Augusta oraz późniejsza na pogrzeb królowej Anny Jagiellonki.
Zmarł w pierwszych latach XVII wieku.